# Seznam ubitih in umrlih slovenskih taboriščnikov v taborišču Jasenovac
Seznam ubitih in umrlih slovenskih taboriščinkov v koncentracijskem taborišču Jasenovac v času druge svetovne vojne.
| Priimek in ime                          | Ime očeta/matere | Leto rojstva  | Kraj rojstva, občina                     | Leto smrti    | Kraj smrti                          |
| --------------------------------------- | ---------------- | ------------- | ---------------------------------------- | ------------- | ----------------------------------- |
| Anžlovar, Franc                         | Štefan           | 1927          | Celje                                    | 1944          | Jasenovac                           |
| Arnejčič, Adolf                         | Franc            | 1916          | Ptuj                                     | 1945          | Jasenovac                           |
| Auman, Slavko                           | Vjekoslav        | 1901          | Spodnji Brnik, Cerklje na Gorenjskem     | 1942          | Jasenovac                           |
| Auš, Miroslav                           | Jožef            | 1882          | Brezovica, Zagreb                        | 1942          | Jasenovac                           |
| Avpič, Vinko                            | Anton            | 1920          | Češnjica, Železniki                      | 1945          | Jasenovac                           |
| Badovinac Nikola                        | Janko            | 1903          | Metlika                                  | 1941 ali 1942 | Jasenovac                           |
| Badžek, Ružica (r. Sajšek)              | Ivan             | 1906          | Maribor                                  | 1945          | Lepoglava                           |
| Bajec, Franc                            | Ivan             | 1915          | Skrilje, Ajdovščina                      | 1945          | Jasenovac                           |
| Bajuk, Josip                            | Anton            | 1911          | Božakovo, Metlika                        | 1943          | Jasenovac                           |
| Batista, Vlado                          | Josip            | 1907          | Zarečica, Ilirska Bistrica               | 1944          | Jasenovac                           |
| Belgar, Stanko                          | n. p.            | 1904          | n. p.                                    | 1944          | Jasenovac                           |
| Benčič, Franc                           | Anton            | 1902          | Hrpelje                                  | 1942          | Stara Gradiška                      |
| Benčič, Ivan                            | Anton            | 1904          | Hrpelje                                  | 1945          | Jasenovac, med prebojem             |
| Bergant, Vjekoslav                      | Alojz            | 1919          | Trst                                     | 1942          | Jasenovac                           |
| Bitenc, Marija                          | Gregor           | 1897          | Šmartno pri Litiji                       | 1945          | Jasenovac                           |
| Bizjak, Dušanka                         | n. p.            | 1939          | Celje ali Buče, Kozje                    | 1942          | Jasenovac                           |
| Bizjak, Mihael                          | Miha             | 1907          | Brežice                                  | 1942          | Jasenovac                           |
| Bizjak, Silva                           | Ivan             | 1927          | Celje                                    | 1944          | Jasenovac                           |
| Bizjak, Slavko                          | n. p.            | 1938          | Celje ali Buče, Kozje                    | 1942          | Jasenovac                           |
| Bizjak, Alberta Zora                    | Henrik           | 1925          | Postojna                                 | 1943          | Jasenovac                           |
| Bosina, Ferdinand                       | Jožef            | 1911          | Gabrje, Dobrova - Polhov Gradec          | 1945          | Stara Gradiška                      |
| Bremec, Albin                           | Ivan             | 1896          | Čepovan, Nova Gorica                     | 1945          | Lepoglava ali Jasenovac             |
| Brulc, Josip                            | Alojz            | 1922          | Slavonski Brod                           | 1942          | Jasenovac                           |
| Brumat, Zora                            | Ivan             | 1924          | Maribor                                  | 1945          | Stara Gradiška                      |
| Brumen, Stanko                          | Anton            | 1900          | Pavlovci, Ormož                          | 1945          | Jasenovac                           |
| Budosavljević, Nada, (r. Kuhar)         | Fran             | 1907          | Ljubljana                                | 1944          | Jasenovac                           |
| Budisavljević, Vilma (r. Hribovšek)     | Johan            | 1970          | Cluj-Napoca                              | 1942          | Jasenovac                           |
| Burja, Janez                            | Ivan             | 1895          | Šutna, Krško                             | 1942          | Jasenovac                           |
| Buteran, Pia                            | Mario            | 1928          | Ljubljana                                | 1945          | Jasenovac                           |
| Cigale, Vladimir                        | Josip            | 1913          | Trst                                     | 1945          | Jasenovac ali Lepoglava             |
| Crnek, Franjo                           | Matija           | 1901          | Đurđic, Ivanska                          | 1945          | Jasenovac                           |
| Cucek, Karlo                            | Jakob            | 1906          | Pivka                                    | 1944          | Stara Gradiška                      |
| Cvetko, Anton                           | Anton            | 1908          | Zavidovići                               | 1945          | Jasenovac, med prebojem             |
| Cvrlje, Peter                           | Božo             | 1900          | Glavice, Sinj                            | 1945          | Jasenovac                           |
| Čakš, Roza                              | Martin           | 1899          | Koretno, Šmarje pri Jelšah               | 1944          | Stara Gradiška                      |
| Čebašek, Vladimir                       | Anton            | 1907          | Zvornik                                  | 1945          | Stara Gradiška, na poti v Jasenovac |
| Česnik, Ivan                            | Ivan             | 1920          | Knežak, Ilirska Bistrica                 | 1942          | Jasenovac                           |
| Črep, Barbara                           | Izidor           | 1919          | Trnovec, Metlika                         | 1944?         | Stara Gradiška                      |
| Delišimunovič, Ana                      | Janez/Jakob      | 1911          | Velika Dolina, Brežice                   | 1945          | Jasenovac                           |
| Dojmi, Jožefina (r. Bernik)             | Jurij            | 1921          | Poljčane                                 | 1945          | Stara Gradiška                      |
| Dolenc, Josip                           | Alojz            | 1892          | Sarajevo                                 | 1944          | Jasenovac                           |
| Doležal, Valentin                       | n. p.            | 1907          | Kokrica, Kranj                           | 1942          | Jasenovac                           |
| Đuderlić, Josip                         | Josip            | 1878          | Ponikva, Šentjur                         | 1942          | Jasenovac                           |
| Erklavec, Franc                         | Franc            | 1893          | Ljubljana                                | 1942          | Jasenovac                           |
| Faletič, Franc                          | Jakob            | 1908          | Livške Ravne, Kobarid                    | 1945          | Jasenovac                           |
| Fidel, Anton                            | Ivan             | 1910          | Kal, Pivka                               | 1942          | Jasenovac                           |
| Fresl, Amalija                          | n. p.            | 1914          | Trbovlje                                 | 1944          | Jasenovac                           |
| Gabrič, Adam                            | n. p.            | n. p.         | Brdce, Hrastnik                          | 1942          | Jasenovac                           |
| Germovšek, Ivan                         | Ivan             | 1920          | Brezovica na Bizeljskem, Brežice         | 1942          | Jasenovac                           |
| Gerovac, Franc                          | n. p.            | 1917          | Štajerska                                | 1944          | Jasenovac                           |
| Gnus, Kazimir                           | Anton            | 1891          | Zgornja/Spodnja Rečica, Laško            | 1945          | Jasenovac                           |
| Godlar, Josip                           | Josip            | 1908          | Karlovec                                 | 1942          | Stara Gradiška                      |
| Godnič, Karlo                           | Miroslav         | 1909          | Komen                                    | 1942          | Jasenovac                           |
| Golmajer, Vida (r. Kralj)               | Ivan             | 1909          | Ljubljana                                | 1945          | Jasenovac                           |
| Golja, Romuald                          | Aleksander       | 1906          | Nova Gorica                              | 1941          | Jasenovac                           |
| Govše, Gregor                           | Avgust           | 1893          | Sarajevo ali Dolsko, Dol pri Ljubljani   | 1945          | Jasenovac                           |
| Grmovšek, Alojz                         | Josip            | 1903          | Pišece, Brežice                          | 1941          | Jasenovac                           |
| Grobler, Franc                          | Jernej           | 1892          | Tabor                                    | 1942          | Jasenovac                           |
| Gruden, Josip                           | Josip            | 1905          | Podplanina, Loški Potok                  | 1945          | Jasenovac                           |
| Taboriščnik Grum                        | n. p.            | n. p.         | Ljubljana ali Zagorje ob Savi            | n. p.         | Jasenovac                           |
| Hanin, Franjo                           | Lovro            | 1882          | Pliberk                                  | 1942          | Jasenovac                           |
| Henigman, Andrej                        | Josip            | 1910          | Dolenjske Toplice                        | 1942          | Stara Gradiška                      |
| Hlede, Divna                            | Izidor           | 1920          | Fojana, Brda                             | 1945          | Jasenovac                           |
| Hočevar, Otmar                          | Jakob            | 1910          | Rabelčja vas, Ptuj                       | 1945          | Jasenovac, med prebojem             |
| Holobar, Fridrih                        | Friderik         | 1917          | Kasaze, Žalec                            | 1945          | Jasenovac                           |
| Holobar Friderik                        | Ivan             | 1891          | Kasaze, Žalec                            | 1945          | Jasenovac                           |
| Horvat, Franc                           | Ivan             | 1893          | Veščica, Murska Sobota                   | 1944          | Stara Gradiška                      |
| Iglič, Tomaž                            | Tomislav         | 1906          | Ljubljana                                | 1945          | Jasenovac                           |
| Jakil, Julij                            | Andrej           | 1889          | Rupa, Sovodnje ob Soči                   | 1945          | Jasenovac                           |
| Jarc, Adela                             | Rudolf           | 1910          | Kostanjevica                             | 1945          | Jasenovac/ Stara Gradiška           |
| Jarec, Amalija                          | Silvo            | 1907          | Trst                                     | 1945          | Jasenovac                           |
| Jarec, Marijan                          | Ivan             | 1913          | Trst                                     | 1945          | Jasenovac                           |
| Jenko, Ivan                             | Franc            | 1887          | Ljubljana                                | 1944          | Jasenovac                           |
| Jenko, Zvonimir                         | Ciril            | 1932          | Slavonski Brod                           | 1944          | Stara Gradiška                      |
| Jeremic, Ivan                           | Ivan             | 1924          | Hum pri Ormožu                           | 1945          | Jasenovac                           |
| Jerenko, Alojz                          | Jakob            | 1911          | Pristava, Vojnik                         | 1945          | Lepoglava, na poti v Jasenovac      |
| Jergovič, Terezija                      | n. p.            | 1915          | Ptuj                                     | 1945          | Jasenovac                           |
| Jesenko, Luka                           | Johan            | 1874          | Nova vas, Žiri                           | 1942          | Jasenovac                           |
| Jurca, Oskar                            | Avgust           | 1926          | Vojščica, Miren - Kostanjevica           | 1942          | Stara Gradiška                      |
| Jurčec, Tonka (r. Marentič)             | n. p.            | 1911          | Gradac, Metlika                          | 1942          | Jasenovac                           |
| Jurčič, Tonka                           | Anton            | 1904          | Celje                                    | 1945          | Jasenovac                           |
| Jurkas, Franc                           | n. p.            | n. p.         | Krško                                    | n. p.         | Jasenovac                           |
| Jurkošek, Dragotin                      | Fanika           | 1923          | Obrežje, Brežice                         | 1944          | Jasenovac                           |
| Juvančič, Jakob                         | Jakob            | 1902          | Gabrovka, Litija                         | 1945          | Jasenovac                           |
| Kač, Franc                              | Franc            | 1907          | Polzela                                  | 1942          | Jasenovac                           |
| Kais, Ladislav                          | Ivan             | 1921          | Sarajevo                                 | 1944          | Jasenovac                           |
| Kalin, Vladimir                         | Josip            | 1922          | Obrežje, Brežice                         | 1945          | Jasenovac                           |
| Kariž, Matija                           | Matija           | 1915          | Podbreže, Sežana                         | 1945          | Lepoglava                           |
| Kastelic, Franc                         | Alojz            | 1900          | Šmarje - Sap, Grosuplje                  | 1945          | Lepoglava                           |
| Kastelič, Josip                         | Vid              | 1899          | Velike Češnjice, Ivančna Gorica          | 1942          | Jasenovac                           |
| Kavčič, Viktor                          | Ivan             | 1906          | Lipa, Miren - Kostanjevica               | 1944/45       | Jasenovac/ Stara Gradiška           |
| Kavs, Terezija                          | Ivan             | 1898          | Bovec                                    | 1942          | Stara Gradiška                      |
| Kern, Marija                            | Hinko            | 1901          | Vosek, Pesnica                           | 1942          | Jasenovac                           |
| Kobal, Ida                              | Izidor           | 1911          | Trst                                     | 1944          | Jasenovac                           |
| Koderman, Martin                        | Blaž             | 1892          | Pristava, Novo mesto                     | 1942          | Jasenovac                           |
| Kodrič, Janez                           | Ivan             | 1897          | Brezje pri Poljčanah                     | 1942          | Jasenovac                           |
| Kodrič, Vladimir                        | Vladimir         | 1924          | Vošce, Lukovica                          | 1945          | Jasenovac                           |
| Kolenc, Otilija                         | Frančiška        | 1912          | Maribor                                  | 1943          | Jasenovac                           |
| Komavli, Stanko                         | Valentin         | 1913          | Pevno, Škofja Loka                       | 1945          | Lepoglava, na poti v Jasenovac      |
| Komen, Slavko                           | Anton            | 1907          | Sušak, Reka                              | 1945          | Jasenovac                           |
| Kopačin, Karel                          | Janez            | 1924          | Celje                                    | 1943          | Jasenovac                           |
| Kosi, Slavko                            | Julijana         | 1916          | Križevci pri Ljutomeru                   | 1945          | Lepoglava, na poti v Jasenovac      |
| Košir, Franc                            | Janez            | 1904          | Valburga, Medvode                        | 1945          | Jasenovac                           |
| Kotar, Slavko                           | Leopold          | 1906          | Dole pri Litiji                          | 1945          | Jasenovac                           |
| Kotnik, Anka                            | Ignac            | 1911/1912     | n. p.                                    | 1944          | Stara Gradiška                      |
| Kovačič, Maks                           | Jakob            | 1892          | Sveta Trojica v Slovenskih goricah       | 1945          | Lepoglava, na poti v Jasenovac      |
| Kovačič, Pavel                          | Jakob            | 1919          | Opčine, Trst                             | 1945          | Lepoglava/Jasenovac                 |
| Krajcer, Katarina                       | Albert           | 1878 ali 1886 | Maribor?                                 | 1942          | Jasenovac                           |
| Kralj, Janez                            | Anton            | 1908          | Gornja Ložnica, Celje                    | 1942          | Stara Gradiška                      |
| Kramar, Martin                          | Martin           | 1908          | Žižki, Črenšovci                         | 1943?         | Jasenovac                           |
| Kranjc, Ivan                            | Johan            | 1900          | Ptuj                                     | 1944          | Stara Gradiška                      |
| Krašovec, Franjo                        | Anton            | 1909          | Podčetrtek                               | 1945          | Jasenovac                           |
| Krefl, Janko                            | Ivan             | 1900          | Braslovče                                | 1944          | Jasenovac                           |
| Kremžar, Justina                        | Franc            | 1913          | Pragersko, Slovenska Bistrica            | 1942          | Stara Gradiška                      |
| Krušič, Ana                             | Alojz            | 1914          | Rogatec                                  | 1945          | Jasenovac                           |
| Kukar, Danica                           | Josip            | 1904          | Ljubljana                                | 1945          | Jasenovac                           |
| Kum, Branko                             | n. p.            | n. p.         | n. p.                                    | n. p.         | Stara Gradiška                      |
| Kum, Ivan                               | Ivan             | 1909          | Novo mesto                               | 1945          | Lepoglava                           |
| Kumar, Danica                           | Leopold          | 1923          | Ježica, Ljubljana                        | 1944/45       | Jasenovac                           |
| Kumer, Anka                             | Lovro            | 1921          | Ormož                                    | 1945          | Jasenovac                           |
| Kušar, Anton Matija                     | Anton            | 1905          | Celje                                    | 1944          | Jasenovac                           |
| Lahir, Franc                            | n. p.            | n. p.         | Slovenska Bistrica                       | n. p.         | Jasenovac                           |
| Lapuh, Franc                            | Franc            | 1904          | Mokronog                                 | 1944          | pri pobegu iz Jasenovca             |
| Lazanski, Mihael                        | Jožef            | 1896          | Ponikve, Brežice                         | 1942          | Stara Gradiška                      |
| Lazanski, Miroslav                      | Mihael           | 1921          | Slovenska vas, Brežice                   | 1942          | Jasenovac                           |
| Lebeničnik, Andrej                      | Urban            | 1875          | Loke pri Zagorju                         | 1942          | Jasenovac                           |
| Lenarčič, Anton                         | Matevž           | 1900          | Bevke, Vrhnika                           | 1944          | Jasenovac                           |
| Lenarčič, Gizela                        | n. p.            | 1908          | Maribor                                  | 1944          | Jasenovac                           |
| Lenarčič, Marjetka                      | Anton            | 1930          | Maribor                                  | 1944          | Jasenovac                           |
| Lenardič, Milica                        | Emil             | 1920          | Kojsko, Brda                             | 1945          | Stara Gradiška                      |
| Leskovec, Silvester                     | Franjo           | 1925          | Radeče                                   | 1942          | Stara Gradiška                      |
| Lipej, Josip                            | Franc            | 1890          | Bizeljsko, Brežice                       | 1944          | Jasenovac                           |
| Lorbek, Maks                            | Jožef            | 1909          | Maribor                                  | 1944          | Jasenovac?                          |
| Lorger, Anton                           | Franc            | 1915          | Šentjanž nad Štorami                     | 1944          | Jasenovac                           |
| Maček, Štefan                           | Josip            | 1894          | Zagreb                                   | 1944          | Jasenovac                           |
| Manfreda, Jože                          | Mihael           | 1921          | Idrsko, Kobarid                          | 1941          | Stara Gradiška                      |
| Marinšek, Milivoj                       | Franc            | 1923          | Ljubljana                                | 1944/45       | Jasenovac                           |
| Marion, Lino                            | Matija           | 1911          | Pulj                                     | 1942          | Jasenovac                           |
| Marko, Joško                            | Ivan             | 1909          | Kočevje                                  | 1945          | Jasenovac                           |
| Markov, Dragomil                        | Franc            | 1910          | Ljubljana                                | 1944          | Stara Gradiška                      |
| Maroh, Jože                             | Ivan             | 1925          | Horjul                                   | 1944          | Jasenovac                           |
| Martinčič, Ana                          | Leopold          | 1921          | Otočec, Novo mesto                       | 1945          | Jasenovac                           |
| Matul Krajner, Ema                      | Franc            | 1903          | Divača                                   | 1945          | Jasenovac                           |
| Mekinc, Ladislav                        | Franc            | 1908          | Ljubljana                                | 1942          | Jasenovac                           |
| Merslavič, Franc                        | Andrej           | 1912          | Kapele, Brežice                          | 1945          | Jasenovac ali Lepoglava             |
| Mezga, Đuro                             | Peter            | 1908          | Selnica ob Muri, Šentilj                 | 1943          | Stara Gradiška                      |
| Mezga, Kristina                         | Martin           | 1920          | Mursko Središče                          | 1945          | Jasenovac                           |
| Mežnaršič, Silvo                        | Ivan             | 1913          | Metlika                                  | 1945          | Jasenovac                           |
| Miklavčič, Dragica                      | Ivan             | 1926          | Tuzla                                    | 1944          | Jasenovac                           |
| Miklavčič, Vinko                        | Anton            | 1919          | Rižana, Koper                            | 1944          | Jasenovac ali Lepoglava             |
| Mikuš, Ljubomira                        | Franc            | 1912          | Gorica                                   | 1944          | Jasenovac                           |
| Mirnik, Josipa                          | Andrej/ Anton    | 1912          | Višnja Gora, Ivančna Gorica              | 1944          | Jasenovac                           |
| Mlečnik, Alojz                          | Andrej           | 1890          | Dornberk, Nova Gorica                    | 1942          | Jasenovac                           |
| Mlečnik, Franc                          | Alojz            | 1917          | Dornberk, Nova Gorica                    | 1942          | Jasenovac                           |
| Mlečnik, Silvo                          | Alojz            | 1924          | Dornberk, Nova Gorica                    | 1942          | Jasenovac                           |
| Mlečnik, Viktor                         | Alojz            | 1920          | Dornberk, Nova Gorica                    | 1942          | Jasenovac                           |
| Modernič, Matilda                       | Anton            | 1924          | Kojsko, Brda                             | 1945          | Jasenovac                           |
| Modic, Milan                            | Ivan             | 1897          | Nova vas, Bloke                          | 1944          | Jasenovac                           |
| Munda, Karel                            | Alojz            | 1917          | Maribor                                  | 1945          | Stara Gradiška, na poti v Lepoglavo |
| Nanut, Josip                            | Mihael           | 1885          | Štandrež, Gorica                         | 1944          | Jasenovac                           |
| Notesberg, Anton                        | Jože             | 1900          | Križ?                                    | 1944          | Stara Gradiška                      |
| Taboriščnik Novačan                     | n. p.            | n. p.         | okolica Celja                            | n. p.         | Jasenovac                           |
| Obreza, Roza                            | n. p.            | 1911          | Celje                                    | 1944          | Jasenovac                           |
| Ocepek, Stanislav                       | Janez            | 1901          | Šutna, Kamnik                            | 1945          | Jasenovac                           |
| Omerzel, Alojz                          | Pavel            | 1908          | Rožno, Krško                             | 1945          | Jasenovac, med prebojem             |
| Orač, Franc                             | Simon            | 1916          | Kačji Dol, Rogaška Slatina               | 1944          | Jasenovac                           |
| Orešnik, Franc                          | Peter            | 1908          | Jastrebci, Ormož                         | 1944          | Jasenovac                           |
| Pahernik, Vojko                         | Franjo           | 1921          | Vuhred, Radlje ob Dravi                  | 1945          | Jasenovac                           |
| Palir, Jakob                            | Martin           | 1913          | Vrh nad Grobelnim, Šentjur               | 1945          | Jasenovac                           |
| Palir, Slavica (r. Smrdelj)             | Johan            | 1921          | Celje                                    | 1945          | Jasenovac                           |
| Pavetič, Milan                          | Milan            | 1913          | Ljubljana                                | 1945          | Jasenovac                           |
| Pavlič, Marija                          | Ivan             | 1920          | Trbovlje                                 | 1945          | Jasenovac                           |
| Pavlin, Florjan                         | Martin           | 1925          | Zemun, Beograd                           | 1944          | Stara Gradiška                      |
| Peric, Ivan                             | Anton            | 1888          | Šempas, Nova Gorica                      | 1942          | Stara Gradiška                      |
| Perka, Franc                            | Franc            | 1904          | Nova Gorica                              | 1945          | Jasenovac                           |
| Pertot, Ivan                            | Jakob            | 1891          | Pragersko, Slovenska Bistrica            | 1944          | Jasenovac                           |
| Pertot, Martin                          | Ivan             | 1893          | Slovenska Bistrica ali Zagreb            | 1945          | Jasenovac, med prebojem             |
| Petelin, Albin                          | Avgust           | 1901          | Ljubljana                                | 1943          | Jasenovac                           |
| Pirc, Marijana                          | Franc            | 1944          | Zemun, Beograd                           | 1944          | Stara Gradiška                      |
| Pirih, Štefan                           | Štefan           | 1921          | Trst                                     | 1944          | Jasenovac                           |
| Pistotnik, Franc                        | Florjan          | 1892          | Špitalič, Kamnik                         | 1945          | Jasenovac                           |
| Pistotnik, Karlo                        | n. p.            | 1908          | Sarajevo                                 | 1945          | Jasenovac                           |
| Plankar, Franc                          | Josip            | 1912          | Kostanjevica na Krki                     | 1945          | Jasenovac                           |
| Plej, Anton                             | Jožef            | 1918          | Črenšovci                                | 1944          | Jasenovac                           |
| Pobec, Franc                            | Andrej           | 1907          | Gaberje, Celje                           | 1944          | Jasenovac                           |
| Podgorelec, Josefina                    | Štefan           | 1925          | Drvar                                    | 1942          | Stara Gradiška                      |
| Podgorelec, Tinka                       | Štefan           | 1927          | Drvar                                    | 1942          | Stara Gradiška                      |
| Podgornik, Julij                        | Dominik          | 1913          | Nova Gorica                              | 1945          | Jasenovac                           |
| Podlesnik, Maks                         | Mihael           | 1915          | Ribnica na Pohorju                       | 1945          | Jasenovac                           |
| Polak, Anzelm                           | Alojz            | 1883          | Životice                                 | 1942          | Jasenovac                           |
| Ponikvar, Ladislav                      | Ivan             | 1894          | Dugo Selo                                | 1944          | Jasenovac                           |
| Popović, Marija (r. Rojc)               | Rudolf           | 1912          | Banjaluka                                | 1945          | Jasenovac                           |
| Pošeta, Frančiška                       | Janez            | 1902          | Borovnica                                | 1944          | Stara Gradiška                      |
| Pošeta, Marija                          | Janez            | 1904          | Borovnica                                | 1944          | Stara Gradiška                      |
| Pregernik, Karl Drago                   | Florjan          | 1895          | Sarajevo                                 | 1945          | Jasenovac                           |
| Premru, Viktor                          | Anton            | 1902          | Šmihel pod Nanosom, Postojna             | 1942          | Jasenovac                           |
| Prunk, Ivanka                           | Franc            | 1910          | Loka pri Zidanem Mostu, Sevnica          | 1942          | Stara Gradiška                      |
| Puklavec, Anton                         | Jakob            | 1912          | Nunska Graba, Ljutomer                   | 1943          | Jasenovac                           |
| Radujevčanič, Ljudmila                  | Jernej           | 1911          | Velika Pirešica, Žalec                   | 1945          | Jasenovac                           |
| Rajčević – Čubaković, Amalijar.oj. Marn | Jožef            | 1909          | Celje                                    | 1945          | Jasenovac                           |
| Rančigaj, Janez                         | Jožef            | 1893          | Gomilsko, Braslovče                      | 1942          | Jasenovac                           |
| Renko, Ivka                             | Ivan             | 1914          | Mokronog                                 | 1944          | Jasenovac                           |
| Rihar, Franc                            | Jože             | 1909          | Dobrova                                  | 1942          | Jasenovac                           |
| Rijavec, Adolf                          | Josip            | 1902          | Trnovo, Nova Gorica                      | 1944          | Jasenovac                           |
| Rijavec, Stanislav                      | Ivan             | 1910          | Karlovec                                 | 1943          | Jasenovac                           |
| Risović Fanika (r. Novak)               | Franc            | 1900          | Podulaka, Velike Lašče                   | 1945          | Jasenovac                           |
| Ropret, Ana                             | Jakob            | 1925          | Breg ob Savi, Kranj                      | 1945          | Jasenovac                           |
| Rotdajč, Ana                            | Ivan             | 1912          | Grad                                     | 1944          | Lepoglava                           |
| Rožman, Uršula                          | Maks             | 1895          | Ljubljana                                | 1941          | Jasenovac                           |
| Rudeš, Josip                            | Anton            | n. p.         | Kraljevec na Sotli                       | 1942          | Jasenovac                           |
| Rudman, Mirko                           | Alojz            | 1924          | Trbovlje                                 | 1945          | Jasenovac                           |
| Salmič, Savo                            | Rafael           | 1906          | Celje                                    | 1945          | Jasenovac                           |
| Sem, Jakob                              | Jakob            | 1908          | Radmirje, Ljubno                         | 1942          | Jasenovac                           |
| Sever, Albin                            | Karol            | 1912          | Koper                                    | 1942          | Jasenovac                           |
| Simčič, Adelino                         | Anton            | 1924          | Nova Gorica                              | 1944          | Jasenovac                           |
| Simčič, Rajmond                         | Anton            | 1926          | Nova Gorica                              | 1944          | Jasenovac                           |
| Skok, Avgust                            | Valentin         | 1908          | Cerovo, Grosuplje                        | 1942          | Stara Gradiška                      |
| Smode, Angela                           | Mihael           | 1904          | Radlje ob Dravi ali Muta                 | 1945          | Lepoglava, na poti v Jasenovac      |
| Sopčič, Marija (r. Novak)               | Jurij            | 1885          | Dole pri Litiji                          | 1944          | Jasenovac                           |
| Sotlar, Alojz                           | Anton            | 1919          | Radeče                                   | 1945          | Jasenovac                           |
| Sovinek, Marija                         | Martin           | 1916          | Šmartno v Rožni dolini, Celje            | 1945          | Jasenovac                           |
| Starc, Rudolf                           | Franc            | 1923          | Laško                                    | 1943          | Jasenovac                           |
| Svetko, Adolf                           | Ivan             | 1909          | Liboje, Žalec                            | 1945          | pri pobegu iz Jasenovca             |
| Šander, Engelbert Vekoslav              | Jožef            | 1922          | Maribor                                  | 1945          | Jasenovac                           |
| Šantel, Bojan                           | Saša             | 1910          | Pazin                                    | 1945          | Jasenovac                           |
| Šarner, Rudolf                          | Franc            | 1910          | Šoštanj                                  | 1945          | Jasenovac                           |
| Šebenik, Josip                          | Valentin         | 1897          | Notranje Gorice, Brezovica               | 1944          | Jasenovac                           |
| Šebenik, Josip                          | Josipa           | 1923          | Notranje Gorice, Brezovica               | 1944          | Jasenovac                           |
| Šepčič, Marija                          | Đuro             | 1885          | Zidani Most, Laško                       | 1944          | Jasenovac                           |
| Šerbak, Miran                           | Ivan             | 1926          | Dobje pri Planini                        | 1943          | Stara Gradiška                      |
| Škaler, Rozika                          | Martin           | 1912          | Mihalovec, Dobova                        | 1945          | Lepoglava?                          |
| Škof, Karel                             | Karel            | 1912          | Bizeljsko, Brežice                       | 1945          | Jasenovac                           |
| Šorn, Antonija                          | Jakob            | 1906          | Črešnjevec, Slovenska Bistrica           | 1944/45       | Jasenovac                           |
| Šorn, Biserka                           | Ignac            | 1928          | Zagreb                                   | 1944/45       | Jasenovac                           |
| Šorn, Ignac                             | Vinko            | 1903          | Pristava pri Mestinju, Šmarje pri Jelšah | 1944/45       | Jasenovac                           |
| Šorn, Vera                              | Ignac            | 1935          | Zagreb                                   | 1944/45       | Jasenovac                           |
| Šparemblek, Anton                       | Rudolf           | 1924          | Zagreb                                   | 1945          | Jasenovac                           |
| Špicer, Franc                           | Izidor           | 1911          | Bakovci, Murska Sobota                   | 1942          | Jasenovac                           |
| Šrumpf, Vinko                           | Franjo           | 1898          | Spodnja Polskava, Slovenska Bistrica     | 1944          | Jasenovac                           |
| Štegar, Ivan                            | Karel            | 1907          | Ptuj                                     | 1942          | Jasenovac                           |
| Šteger, Ljudmila                        | Karel            | 1924          | Ptuj                                     | 1945          | Jasenovac                           |
| Štemberger, Viktor                      | Josip            | 1900          | Ljubljana                                | n.p.          | Stara Gradiška                      |
| Štepic, Milko                           | Anton            | 1906          | Kozje                                    | 1942          | Jasenovac                           |
| Štraus, Ivan                            | Karel            | 1887          | Jesenice                                 | 1944          | Jasenovac                           |
| Štritof, Ivan                           | Ivan             | 1922          | Bled                                     | 1945          | Jasenovac                           |
| Štritof, Rozalija (r. Šepetavc)         | Josip            | 1916          | Stara vas - Bizeljsko, Brežice           | 1944          | Stara Gradiška                      |
| Štupar, Alojz                           | Josip            | 1925          | Metlika                                  | 1945          | Jasenovac                           |
| Šturm, Alojz                            | Jakob            | 1898          | Slovenj Gradec                           | 1942          | Jasenovac                           |
| Šubic, Jožef                            | Matevž           | 1887          | Zakobiljek, Gorenja vas - Poljane        | 1943          | Jasenovac                           |
| Šušteršič, Urban                        | Urban            | 1914          | Celje                                    | 1941          | Jasenovac                           |
| Tavčar, Edvard                          | Alojz            | 1909          | Sežana                                   | 1944          | Jasenovac                           |
| Tomanič, Edvard                         | Jožef            | 1911          | Ptuj                                     | 1945          | Jasenovac                           |
| Tomanič, Franc                          | Jožef            | 1907          | Gradec                                   | 1945          | Jasenovac                           |
| Tratnik, Angela (r. Klančnik)           | Jakob            | 1900          | Šmartno ob Dreti, Nazarje                | 1944          | Jasenovac                           |
| Tratnik, Franc                          | Anton            | 1893          | Gornji Grad                              | 1944          | Jasenovac                           |
| Trnovski, Osvald                        | Josip            | 1915          | Maribor                                  | 1943          | Jasenovac                           |
| Trpin, Jakob                            | Janez            | 1901          | Žibrše, Logatec                          | 1941          | Jasenovac                           |
| Tucman, Julija                          | Venčeslav        | 1908          | Bogdanovec, Gornji Mihaljevec            | 1944          | Jasenovac                           |
| Turnšek, Amalija                        | Jakob            | 1901          | Založe, Polzela                          | 1945          | Jasenovac                           |
| Turnšek, Vesna                          | Mija             | 1925          | Zagreb                                   | 1945          | Jasenovac                           |
| Udovič, Franc                           | n. p.            | 1902          | Rakek, Cerknica                          | 1945          | Stara Gradiška                      |
| Urbanc, Vikica                          | Martin           | 1916          | Maribor                                  | 1942          | Jasenovac                           |
| Urbič, Jože                             | August           | 1896          | Nova Gorica                              | 1945          | Jasenovac                           |
| Urek, Anton                             | Rozalija         | 1904          | Drenovec pri Bukovju, Brežice            | 1942          | Stara Gradiška                      |
| Usenik, Josip                           | Josip            | 1920          | Krvava Peč, Velike Lašče                 | 1942          | Jasenovac                           |
| Valenčak, Franjo                        | Janez            | 1905          | Šempeter pri Gorici                      | 1945          | Jasenovac                           |
| Veber, Alojz                            | Janez            | 1914          | Rače                                     | 1945          | pri pobegu iz Lepoglave             |
| Verstovšek, Branko                      | Alojz            | 1922          | Brezina, Brežice                         | 1942          | Jasenovac                           |
| Vidič, Milan                            | Franc            | 1896          | Ljubljana                                | 1945          | Jasenovac                           |
| Vidmar, Bogomir                         | Slavko           | 1918          | Laze pri Dramljah, Šentjur               | 1942          | Jasenovac                           |
| Vidmar, Franjo                          | Andrej           | 1920          | Ljubljana                                | 1944          | Jasenovac                           |
| Vincek, Albin                           | Ivan             | 1909          | Stojnci, Markovci                        | 1941          | Jasenovac                           |
| Vindiš, Mijo                            | Imbro            | 1898          | Ptuj                                     | 1942          | Jasenovac                           |
| Virant, Vida                            | Karel            | 1928          | Pakrac                                   | 1943          | Stara Gradiška                      |
| Vižin, Rolando                          | Avgust           | 1922          | Nova Gorica                              | 1944          | Jasenovac                           |
| Vlah, Angela                            | n. p.            | n. p.         | Trst                                     | n. p.         | Jasenovac                           |
| Vlah, Romeo                             | Josip            | 1912          | Trst                                     | 1945          | Jasenovac                           |
| Vogrin, Marija                          | Anton            | 1923          | Ponikve, Brežice                         | 1945          | Jasenovac                           |
| Volčič, Stanislav                       | Franjo           | 1911          | Srednje Gameljne, Ljubljana              | 1941          | Jasenovac                           |
| Vončina, Ahac                           | Franc            | 1902          | Idrija                                   | 1945          | pri pobegu iz Jasenovca             |
| Vrabelj, Marija                         | Štefan           | 1908          | Ljutomer                                 | 1945          | Jasenovac                           |
| Vremec, Alojz                           | n. p.            | 1897          | Opčine, Trst                             | n. p.         | Jasenovac                           |
| Vrhovnik, Albin                         | Franc            | 1909          | Ločica pri Vranskem                      | 1942          | Jasenovac                           |
| Vrhovnik, Franc                         | Terezija         | 1883          | Prekopa, Vransko                         | 1942          | Jasenovac                           |
| Vrhovnik, Marija                        | Franc            | 1911          | Zagorje ob Savi                          | 1942          | Jasenovac                           |
| Vrhovnik, Marija (r. Benek)             | Gašper           | 1878          | Lepa Njiva, Nazarje                      | 1942          | Jasenovac, med deportacijo          |
| Vukmanič, Robert                        | Robert           | 1898          | Zagreb                                   | 1945          | Jasenovac                           |
| Zadnik, Miroslav                        | Dragotin         | 1924          | Trst                                     | 1944          | Jasenovac                           |
| Zadravec, Ciril                         | Peter            | 1919          | Hum pri Ormožu                           | 1945          | Jasenovac                           |
| Zadravec, Stanka                        | Peter            | 1925          | Hum pri Ormožu                           | 1944          | Stara Gradiška                      |
| Zajec, Andrej                           | Ivan             | 1887          | Ribniško selo, Maribor                   | 1945          | Jasenovac                           |
| Zavodnik, Bogomir                       | Anton            | 1913          | Višnja Gora, Ivančna Gorica              | 1945          | Jasenovac                           |
| Zlabnik, Leopold                        | Leopold          | 1919          | Metlova, Dobrla vas                      | 1945          | Lepoglava, na poti v Jasenovac      |
| Zorič, Bogomir                          | Vinko            | 1919          | Ljubljana                                | 1941          | Jasenovac                           |
| Zorko, Jožef                            | Franc            | 1926          | Trebež, Brežice                          | 1944          | Stara Gradiška                      |
| Zrimšek, Anton                          | Jernej           | 1910          | Aflenz                                   | 1944          | Jasenovac                           |
| Zupan, Albert                           | Josip            | 1903          | Ljubljana                                | 1945          | Jasenovac                           |
| Zupan, Slavica                          | n. p.            | 1919          | n. p.                                    | 1944          | Stara Gradiška                      |
| Žagovec, Rudolf                         | Josip            | 1920          | Sarajevo                                 | 1942          | Jasenovac                           |
| Žalec, Milan                            | Nikolaj          | 1898          | Zdole, Krško                             | 1945          | Jasenovac                           |
| Žerjav, Franc                           | Alojz            | 1903          | Rogatec                                  | 1945          | Jasenovac                           |
| Žibrat, Stjepan                         | Stjepan          | 1926          | Sisek                                    | 1945          | Jasenovac                           |
| Žigart, Ivan                            | Ivan             | 1906          | Trst                                     | 1945          | Jasenovac                           |
| Žiger, Franc                            | Julij            | 1919          | Ormož                                    | 1945          | Jasenovac                           |
| Živec, Dominik                          | Franc            | 1896          | Dobravlje, Sežana                        | 1945          | Jasenovac                           |

## Vir
Alojz Slavko Kramar: Slovenski taboriščniki v Jasenovcu : knjiga imen in obrazov, uredila Ilinka Todorovski, Slovenski dom Zagreb in Svet slovenske narodne manjšine Mesta Zagreb, 2023, str. 27–39.